# Портрет Якоба Фуггера
«Портрет Якоба Фуггера» (нім. Jakob Fugger der Reiche) — картина олією німецького художника епохи ренесансу Альбрехта Дюрера, виконана близько 1520 року. Перебуває в Державній галереї старих німецьких майстрів в Аугсбурзі.

## Історія
Якоб Фуггер був одним із найбагатших купців Аугсбурга. Він був очільником аугсбурзького торгово-банкірського дому Фуггерів і найбагатшою людиною Європи свого часу. Спонсорував політичні й військові починання імператорів Максиміліана I і Карла V, за що одержав дворянський титул. Його портрет Дюрер написав у 1518 році, під час 18-го рейхстагу в Аугсбурзі. Художник входив до складу делегації свого рідного міста, Нюрнберга, і зустрів численних особистостей, включаючи Фуггера, з яким він був у хороших стосунках з часу своєї другої поїздки до Венеції (1506—1507). Однак художник виконав портрет пізніше, близько 1520 року.

## Опис картини
Дюрер зобразив погруддя Фуггера на синьому тлі. На голові чоловіка тонко вишита шапка, одягнений він у широке пальто з хутряною підкладкою як свідчення верхнього соціального статусу.
Очі тодішнього майже шістдесятирічного Якоба Фуггера спрямовані вдалину. Світло-блакитний фон картини пом'якшує суворість погляду. Поза голови вказує на стійкість і впевненість у собі. Широке чоло і тонкі губи створюють враження сильної особистості, яка не потребує прикрас, таких як медалі, прикріплені до грудей. Модний, простий, золотого кольору берет священнослужителя вказує на соціальне становище намальованого. У 1518 році Альбрехт Дюрер намалював чітке обличчя тонкими мазками на ніжному синьому тлі.
Зовнішні краї одягу Якоба Фуггера та хутро перехрещуються та перекриваються. У формі трикутника, висхідної піраміди вони створюють ефект твердості та суворості форми. Якоб Фуггер динамічний завдяки простому, елегантному, круглому золотому берету, який у той час з'явився.

## Сумнів у авторстві
Картина, безперечно, походить із майстерні Дюрера. Проте відомі мистецтвознавці, зокрема Макс Фрідлендер, Норберт Вольф і Гізела Голдберг висловлюють сумнів щодо того, чи справді сам майстер малював портрет. Непорушний вираз обличчя і слабкі місця у зображенні хутра дають певні підстави вважати, що йдеться про копію втраченої картини з майстерні Дюрера.